# Мізусава
39°08′40″ пн. ш. 141°08′21″ сх. д. / 39.1445° пн. ш. 141.13911111111° сх. д.
Mizusawa (яп. 水沢市, латиніз.: Mizusawa-shi) - колишнє місто, що було розташоване в префектурі Івате, Японія. Наразі воно є частиною міста Осю. В Мізусаві розташована одна з шести Міжнародних обсерваторій широти. Обсерваторії розташовані близько до паралелі 39 градусів 8 хвилин північної широти. Вони працювали разом, щоб вивчати "коливання Землі" за допомогою зірок, обраних доктором Кімурою, астрономом, відповідальним за станцію в Мізусаві. Було обрано дванадцять груп зірок, які мали по шість пар зірок у кожній. На кожній станції спостерігали за двома групами зірок згідно з графіком дат, часу і тривалості, підготовленим Кімурою.
Місто Мідзусава було створено 1 квітня 1889 року, коли було запроваджено систему муніципалітетів. Місто було засноване 1 квітня 1954 року, коли містечко Мізусава об'єдналося з сусідніми селами Анетаї, Сіндзьо, Сакураґава, Куроїші та Ханеда. 20 лютого 2006 року Мізусава разом з містом Есасі, містами Ісава та Маесава, а також селом Коромогава (всі з повіту Ісава) було об'єднано в місто Осю і більше не існує як незалежний муніципалітет.
Станом на лютий 2006 року населення міста становило 60 239 осіб, а щільність населення становила 621,53 особи на км 2 . Загальна площа 96,92 км 2 .

## Зовнішні посилання
- Офіційний веб-сайт Ōshū (яп.)